# Moshe Landau
Moshe Landau (Danzica, 29 aprile 1912 – Gerusalemme, 1º maggio 2011) è stato un magistrato tedesco naturalizzato israeliano, quarto presidente della Corte suprema di Israele.
Nacque a Danzica da Isaac Landau e Betty Eisenstadt. Suo padre era un capo della Comunità Ebraica di Danzica. Nel 1930 finì la scuola superiore e si laureò in legge nel 1933, a Londra. Dopodiché emigrò con i suoi genitori in Palestina dove fornì supporto legale all'organizzazione Haganah. Nello stato di Israele, assunse il suo ruolo costituzionale e fece carriera alla Corte Suprema. Nel 1961 presiedette il processo ad Adolf Eichmann a Gerusalemme.
È scomparso nel 2011, pochi giorni dopo il suo 99-esimo compleanno.